# Jungermannia caespiticia
Jungermannia caespiticia ist eine Moosart aus der Ordnung der Jungermanniales. 

## Merkmale
Die Art ähnelt im Habitus Jungermannia gracillima. Die Stämmchen sind kleiner als ein Zentimeter. Sie bilden gelbgrüne Rasen. Die Flankenblätter sind kreisrund. Die Zellen in der Blattmitte sind langgestreckt, etwa 40 × 60 bis 80 Mikrometer groß. Die Ecken der Zellen sind nicht verdickt. Unterblätter kommen selten vor. Es gibt nur einen, aber dafür großen Ölkörper pro Zelle. Das Perianth ist eiförmig und oben vier- bis fünfkantig. Die Kapsel ist kugelförmig und rotbraun. Brutkörper sind meistens vorhanden. 

## Verbreitung und Standorte
Die Art ist subozeanisch in Europa und Nordamerika verbreitet. In Deutschland kommt es in den Norddeutschland zerstreut, in den Mittelgebirgen sehr selten vor. Es wächst auf feuchten, kalkfreien, sandig-lehmigen Böden.

## Belege
- Jan-Peter Frahm, Wolfgang Frey: Moosflora (= UTB. 1250). 4., neubearbeitete und erweiterte Auflage. Ulmer, Stuttgart 2004, ISBN 3-8252-1250-5.